# Soulèvement de la récolte d'automne
Le soulèvement de la récolte d’automne  (chinois simplifié : 秋收起义; chinois traditionnel : 秋收起義; pinyin : Qīushōu Qǐyì)  est le nom donné à une insurrection, conduite par Mao Zedong en 1927 en Chine  dans les provinces du  Hunan et du Jiangxi. Ce fut, avec le massacre de Shanghai et le soulèvement de Nanchang, l'un des éléments qui marquèrent le déclenchement de la guerre civile chinoise.

## Contexte
En mars 1926, prétextant une tentative de coup d'état, Tchang Kaï-shek expurgea tous les communistes de son parti le Kuomintang lors du putsch de Canton. Cela provoqua les premières tensions qui aboutirent au déclenchement d'une émeute mais en avril 1927, le Kuomintang rompit complètement avec le Parti communiste chinois en écrasant sans pitié le soulèvement ouvrier de Shanghai. Il s'ensuivit une purge généralisée contre ses anciens alliés, et contre sa propre aile gauche. Wang Jingwei, leader de l'aile gauche du Kuomintang, avait initialement maintenu son alliance avec les communistes, avant de capituler devant l'aile droite menée notamment par Tchang Kaï-chek, et de rompre lui-même avec le PCC en juillet. 
À partir du 1er août, des militaires communistes se révoltèrent lors du soulèvement de Nanchang. Le 7 août, le comité central du Parti communiste tint à Hankou une réunion condamnant la ligne de Chen Duxiu, qui avait soutenu l'alliance avec le Kuomintang, et décidant de mener des révoltes en milieu rural, en s'appuyant sur les revendications des paysans, alors largement majoritaires parmi les travailleurs chinois.

## Soulèvement
Mao Zedong retourna dans sa province natale du Hunan et, en tant qu'envoyé spécial du Comité central, organisa une armée de paysans, présentée depuis comme la première division officielle de l'Armée rouge chinoise constituée de facto depuis le soulèvement de Nanchang. 

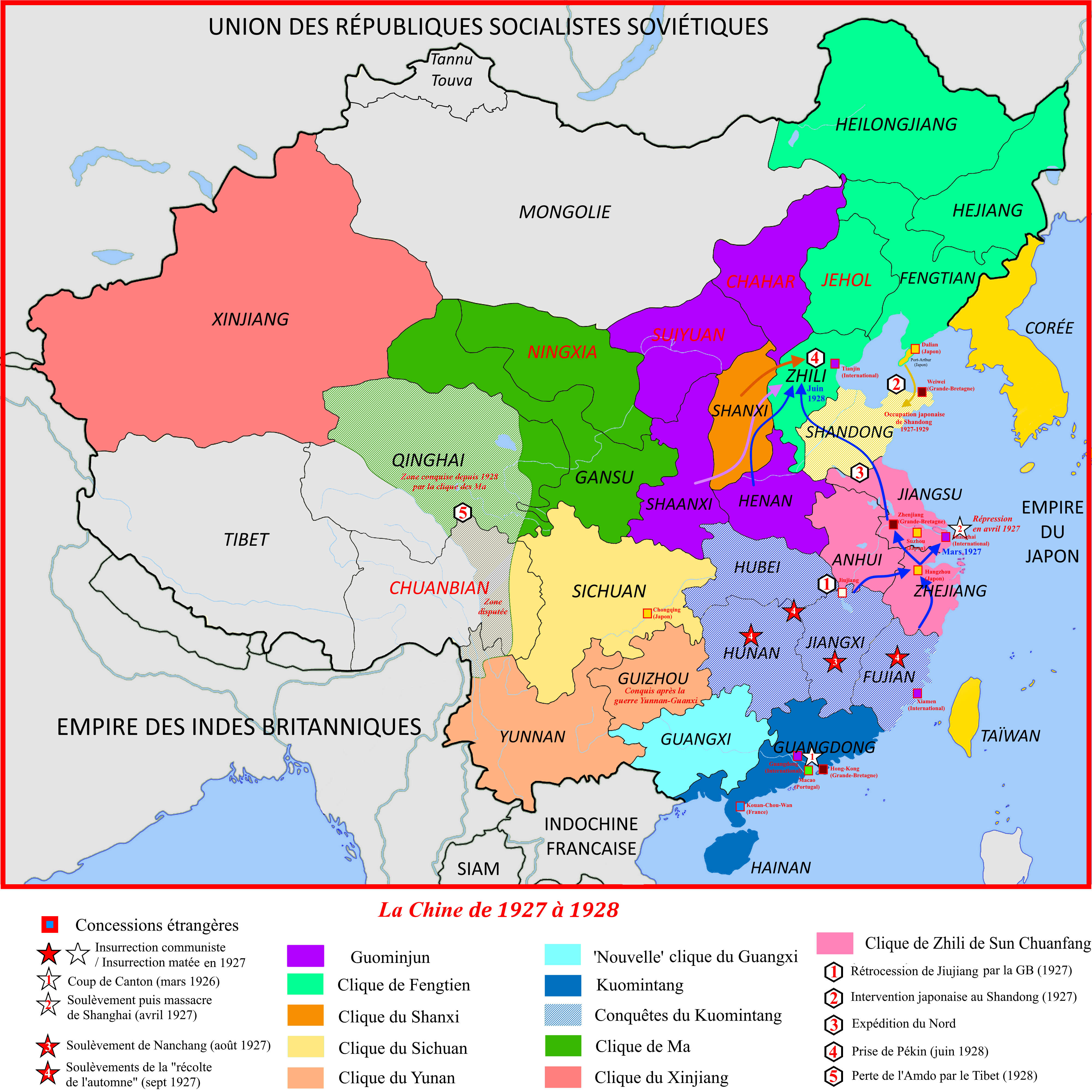
Carte de la chine en 1927

Ses troupes conduisirent à partir du 9 septembre un soulèvement armé contre les propriétaires fonciers dans la frontière entre le Hunan et le Jiangxi, et proclamèrent l'établissement d'un soviet. Les forces dirigées par Mao n'étaient cependant pas capables d'affronter les troupes du Kuomintang, ni de prendre Changsha comme il l'avait espéré  : ses hommes furent dispersés et il fut brièvement capturé lui-même par des milices organisées par les propriétaires fonciers. Mao parvint à se libérer et prit la fuite, seul à travers la campagne. Il rejoignit ensuite ce qui restait de ses hommes et se rendit avec eux dans le Jiangxi, où il fusionna sa troupe de paysans avec des groupes de mineurs révoltés. Il fut finalement amené à se replier dans les montagnes du Jinggang, ses hommes joignant ensuite leurs forces à celles d'autres leaders communistes comme Zhu De et Zhou Enlai, eux-mêmes rescapés des suites du soulèvement de Nanchang.
Mao et Zhu De développèrent ensuite une stratégie basée sur l'implantation rurale et les tactiques de guérilla, aboutissant à la prise de contrôle de plusieurs régions, qui se fédérèrent en 1931 au sein de l'éphémère République soviétique chinoise.

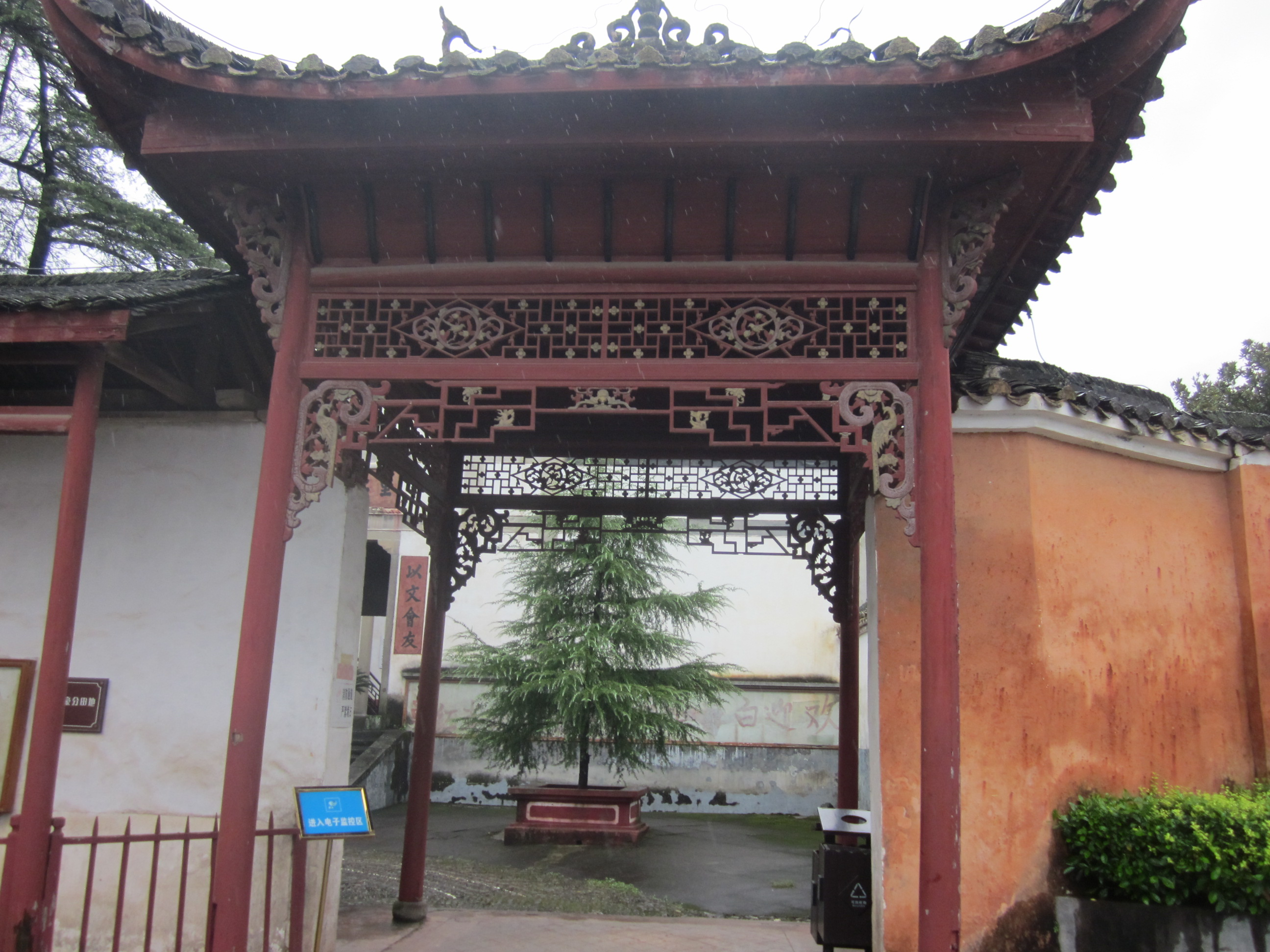
Le site des forces réunies de Wenjiashi célèbre l'évènement à Liuyang, au Hunan.